# Museo Najerillense
El Museo Histórico Arqueológico Najerillense es un museo de Arqueología, Etnografía y Arte de Nájera, en la comunidad de La Rioja, España.

## Localización
Se encuentra en la Plaza de Navarra de Nájera junto al Monasterio de Santa María La Real.

## Historia

### El edificio y sus usos

#### Residencia del Abad
El museo se ubica en el antiguo Palacio del Abad de Santa María La Real, edificio construido en el siglo XVIII, que se comunicaba con el monasterio a través de un pasadizo volado sobre la calle.

#### Botica monacal
«En 1785 se instala en su planta baja la botica nueva: buena, bella botería de loza y vidrio y al parecer buen surtido de drogas» (Jovellanos: Diarios, 1795). En 1835 la botica se traslada a la calle San Marcial y en 1921 la compra Joaquín Cusí Fortunet para instalar con ella el Museo Cusí de Farmacia en Masnou (Barcelona), donde todavía puede contemplarse.

#### Cárcel
Al trasladar la botica se  instala en el edificio la Cárcel del Partido Judicial de Nájera y el Juzgado de Primera Instancia. Se elimina la comunicación con el monasterio y se adapta el edificio a la nueva función. De ella dan testimonio los graffiti conservados en puertas y paramentos.

#### Museo
En 1981 el edificio se transforma en Museo.

## Colecciones
En la actualidad la exposición permanente del Museo ofrece una selección de materiales de la colección arqueológica que abarca desde la Prehistoria hasta la Edad Moderna. 
La mayor parte de sus fondos, etnografía, arte, documentación, permanece en los fondos de reserva por falta de espacio expositivo, y sólo alguna parte de ellos se ha exhibido puntualmente en las exposiciones temporales organizadas por el Museo.

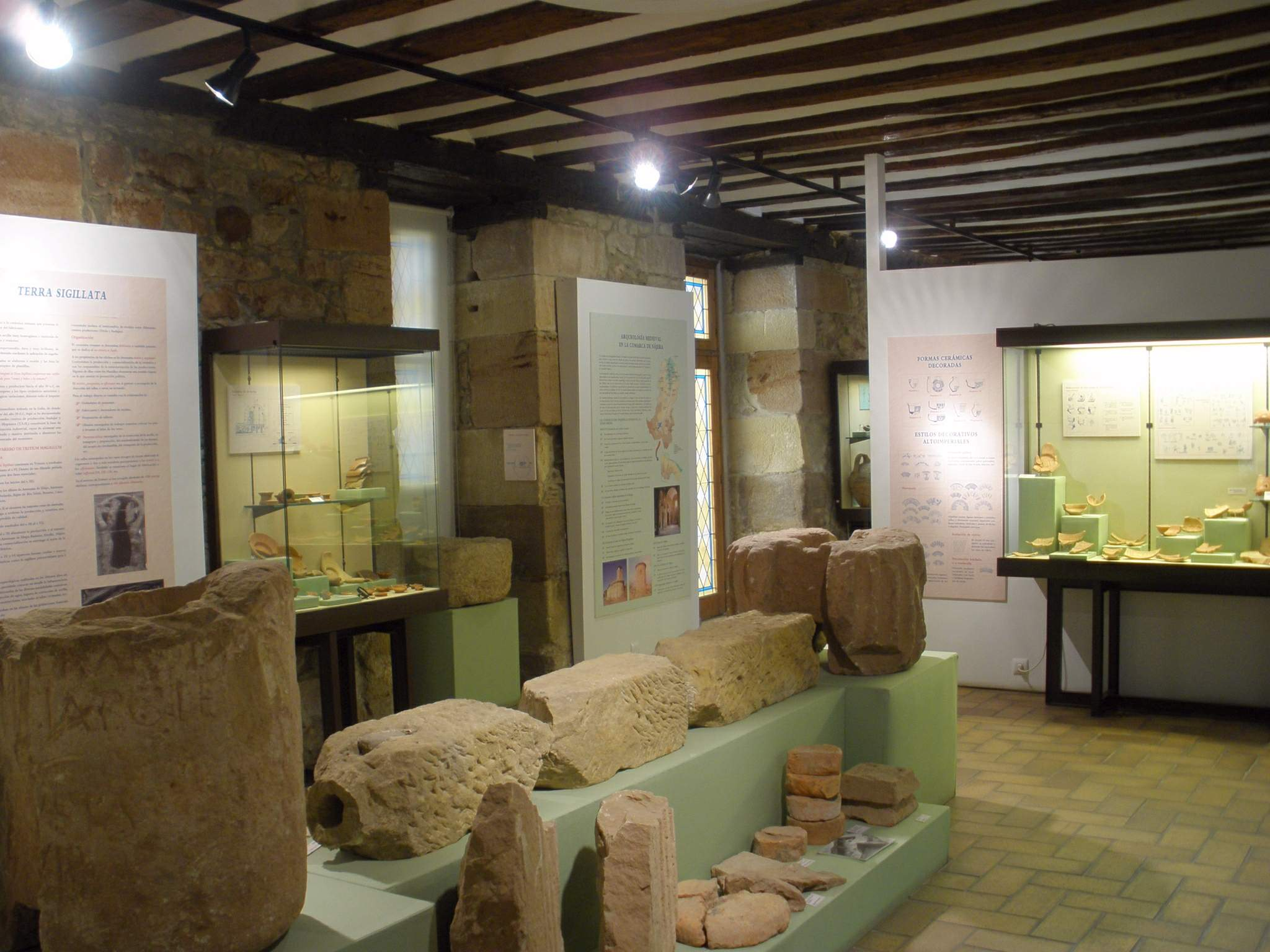
Sala norte, dedicada a la arqueología romana.
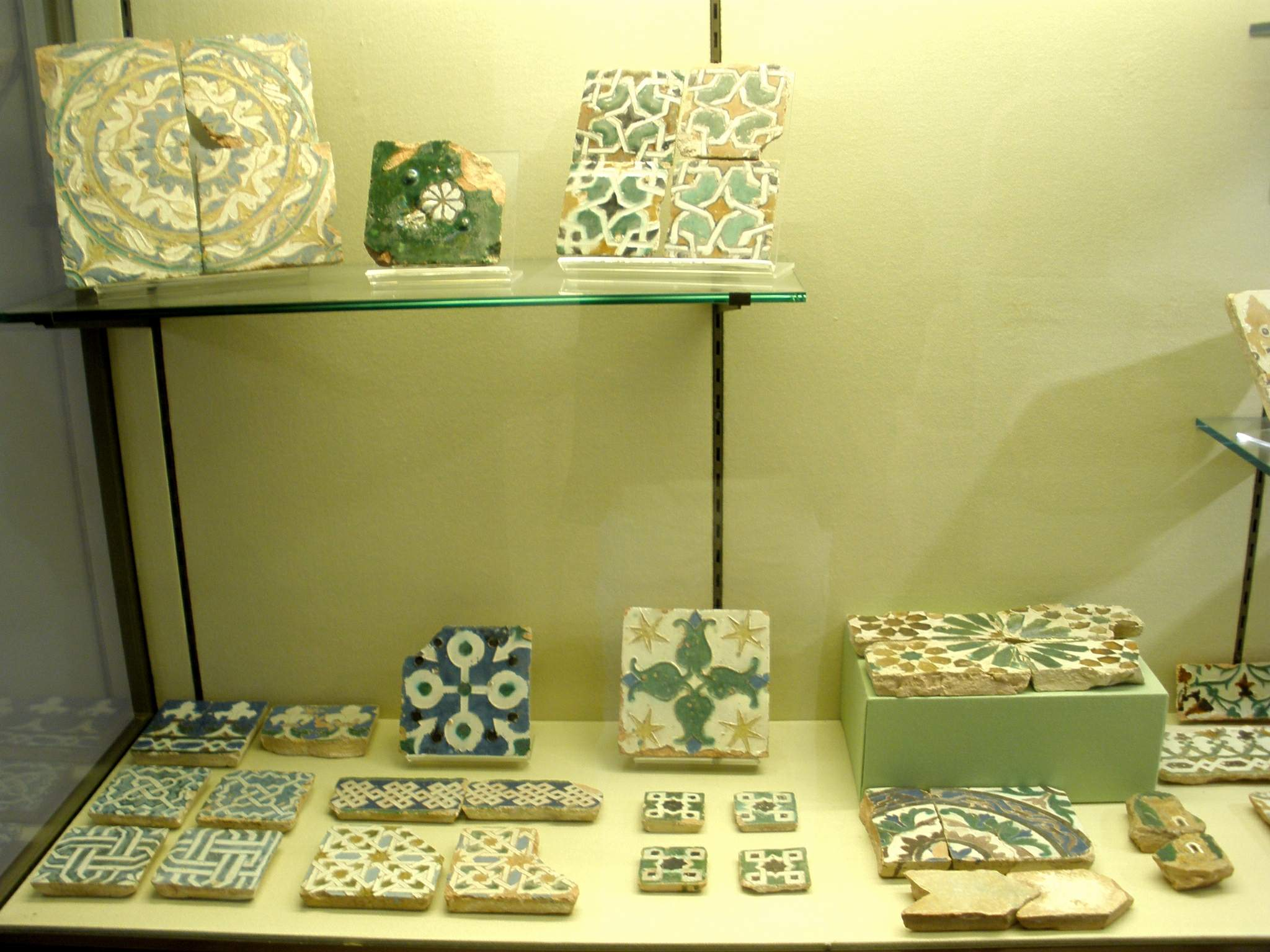
Cerámica medieval hispanomusulmana
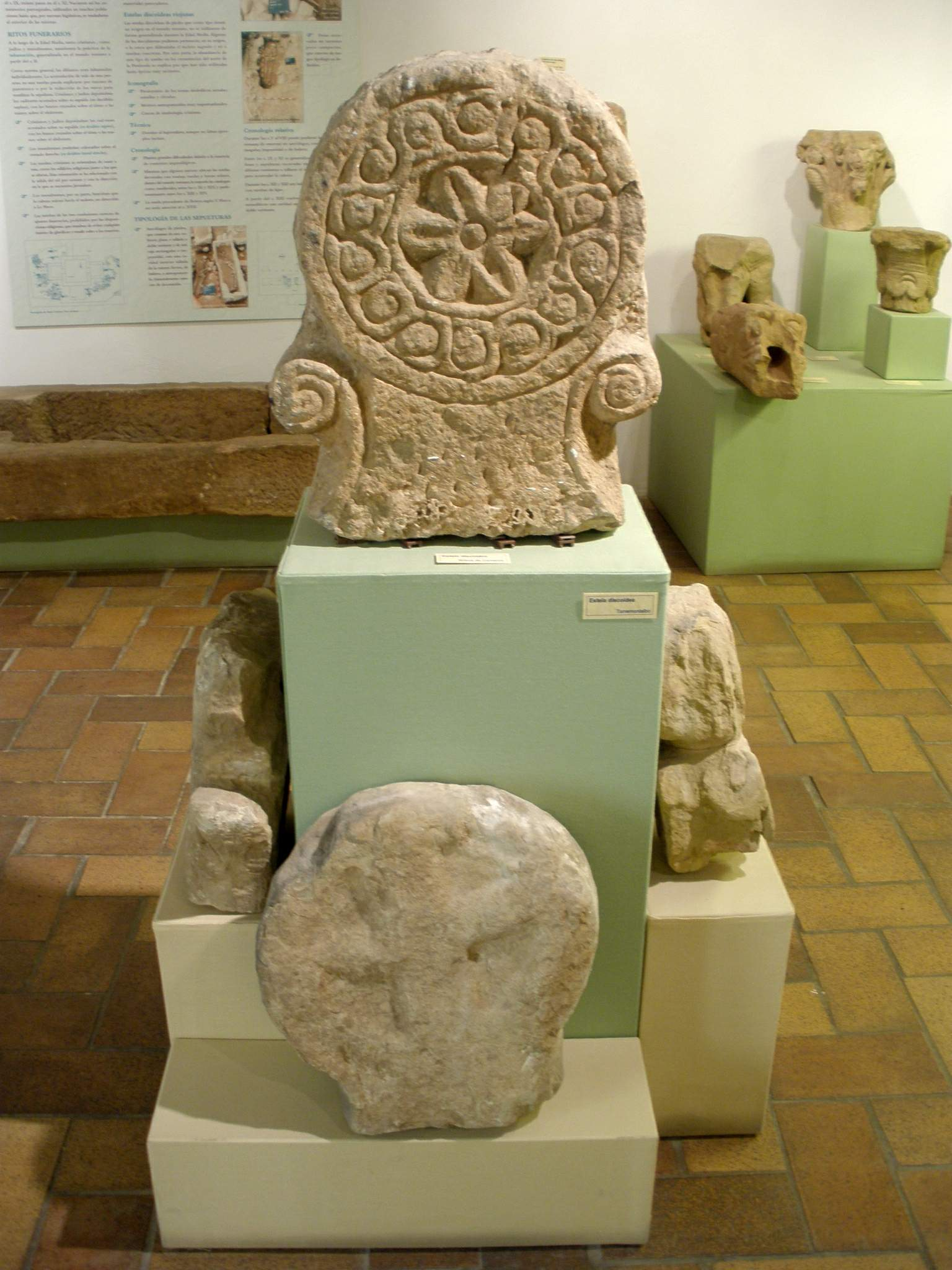
3ª sala dedicada a la arqueología medieval.
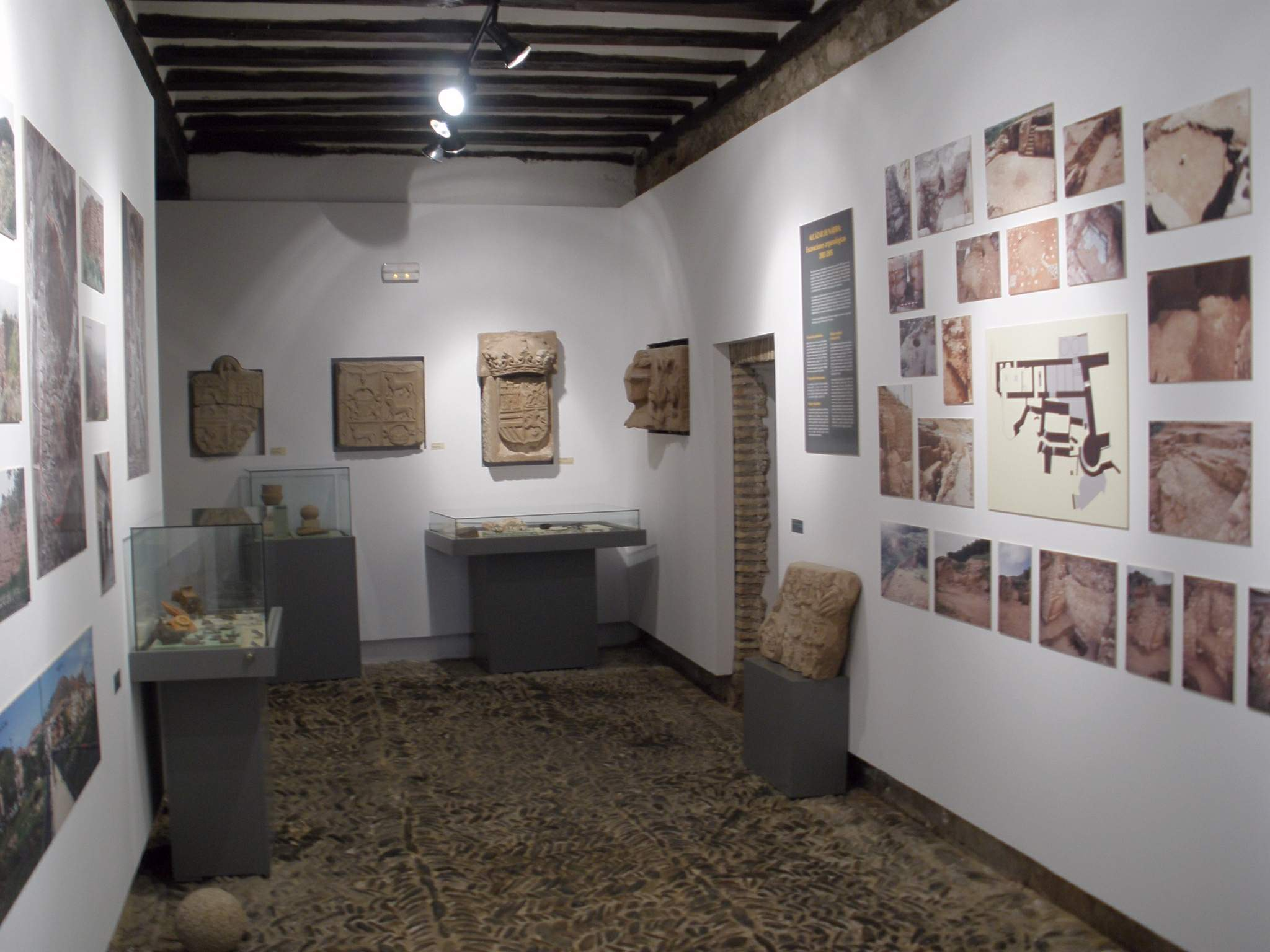
Restos arquitectónicos y escudos nobiliarios
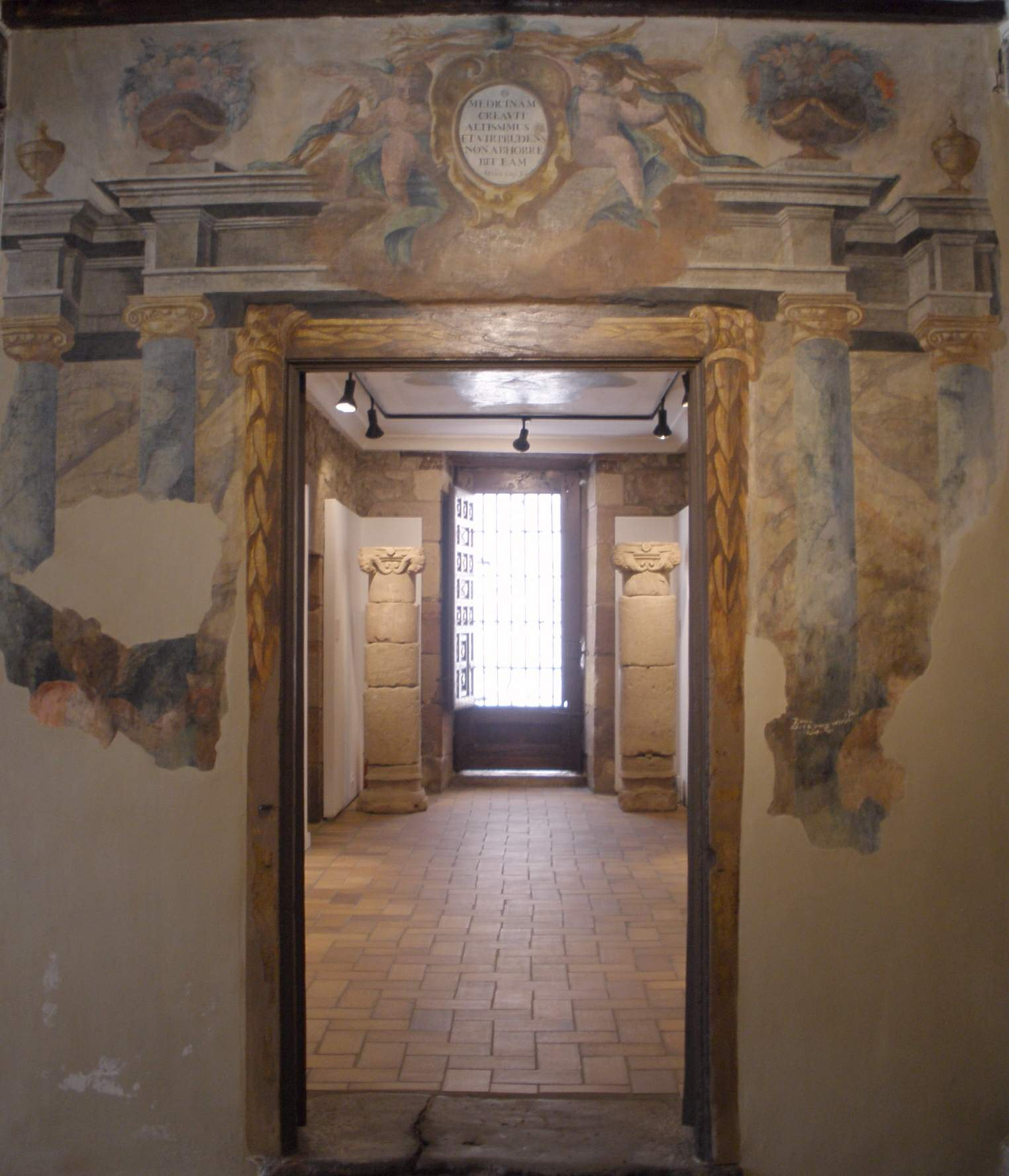
Puerta de entrada a la botica.

## Exposiciones temporales

### Tejas que hablan
- Fechas: 21/12/2011 a 21/01/2012

La exposición constó de tejas con inscripciones realizadas a lo largo del tiempo, desde la época romana hasta la era industrial. Las tejas llevan en sus lomos de barro cocido inscripciones con deseos y anhelos dirigidos al cielo -desde la tierra no iban a ser vistas-, con la firma del tejero que las modeló.